# Guillaume VI Taillefer
Guillaume VI Taillefer est comte d'Angoulême de 1140 à 1179. 
Fils aîné du comte Vulgrin II et de sa première épouse, Poncia, fille de Roger le Poitevin et d'Almodis, comtesse de la Marche, il succède à son père à la tête du comté d'Angoulême en 1140. 
En 2e noces, il épouse Marguerite de Turenne, fille du vicomte Raymond Ier de Turenne, veuve d'Adémar IV, vicomte de Limoges et épouse répudiée d'Ebles III, vicomte de Ventadour, de qui il a :
- Vulgrin III († 1181), comte d'Angoulême (1179-1181)[2] ;
- Guillaume VII Taillefer（† 1186), comte d'Angoulême après son frère Vulgrin III[2] ;
- Aymar († 1202), comte d'Angoulême après ses frères Vulgrin III et Guillaume VII[2] ;
- Griset (attesté en 1171)[2] ;
- Foulques (attesté en 1171)[2] ;
- Almodis, épouse en 1re noces (avant 1171) Amanieu IV d'Albret (donc mère d'Amanieu V d'Albret), puis en 2e noces (att. 1186-1191) Bernard III, vicomte de Brosse[2],[3].

À la mort de Guillaume VI, c'est son fils aîné, Vulgrin III, qui lui succède.